# Yvonne Hergane
Yvonne Hergane (* Februar 1968 in Reșița, Sozialistische Republik Rumänien) ist eine deutsch-rumänische Autorin, literarische Übersetzerin und Lektorin.

## Leben
Yvonne Hergane wuchs zweisprachig als einzige Tochter ihrer Eltern in Reșița auf. Ihr Vater floh 1980 über die Donau nach Jugoslawien und übersiedelte später nach Deutschland. Mit 14 Jahren kam Hergane mit ihrer Mutter nach. Sie studierte Germanistik, Anglistik und Buchwissenschaft in Augsburg und München. Seit Mitte der 1990er Jahre arbeitet sie als Autorin sowie literarische Übersetzerin aus dem Englischen, vor allem für Kinder- und Jugendliteratur, wobei ihre besondere Liebe dem Bilderbuch gehört – das Spiel mit Worten, Lauten und Reimen ist ihre Art, Musik zu machen. Sie macht Veranstaltungen für Kinder, wie Bilderbuchkino, Lesungen und Reimbastelwerkstätten. Ihr Bilderbuch Einer mehr war 2012 für den Deutschen Jugendliteraturpreis nominiert, für Sorum und Anders erhielt sie den Leipziger Lesekompass. Beide Bücher erschienen im Peter Hammer Verlag. 2019 besuchte Yvonne Hergane nach 37 Jahren ihre Geburtsstadt und nahm an einem Literaturfest teil. Die Chamäleondamen ist ihr erster Roman für Erwachsene. 2020 erhielt sie dafür die Auszeichnung „Bayerns Beste Independent Bücher 2020“, die vom Bayerischen Staatsministerium für Wissenschaft und Kunst vergeben wird. Heute lebt sie mit ihrer Familie nahe der Nordsee.

## Werke
- Einer mehr. Peter Hammer Verlag, Wuppertal 2011, ISBN 978-3-7795-0335-4.
- Sorum und Anders. Peter Hammer Verlag, Wuppertal 2017, ISBN 978-3-779505792.
- Die Chamäleondamen. MaroVerlag, Augsburg 2020, ISBN 978-3-875124934.
- Später, sagt Peter. Peter Hammer Verlag, Wuppertal 2020, ISBN 978-3-779506454.
- Die Fünferbande. Peter Hammer Verlag, Wuppertal 2015, ISBN 978-3-779505143.
- Borst vom Forst. Magellan Verlag, Bamberg 2017, ISBN 978-3-734820359.
- Borst vom Forst will hoch hinaus. Magellan Verlag, Bamberg 2021, ISBN 978-3-734820496.
- 1, 2, 3 ... Ein Sack voller Knöpfe, Gerstenberg Verlag, Heidenheim 2015, ISBN 978-3-836958264.
- Sieh mal an, was der rote Faden kann! Gerstenberg Verlag, Heidenheim 2015, ISBN 978-3-836958127.
- Twin-Pack Love/Liebe im Doppelpack, Langenscheidt Verlag, München 2009, ISBN 978-3-468208850.
- Die verschwundene Trommel. Langenscheidt Verlag, München 2011, ISBN 978-3-468208201.
- Eine Meerjungfrau zum Küssen. Langenscheidt Verlag, München 2006, ISBN 978-3-468208379.